# Louis Hérion

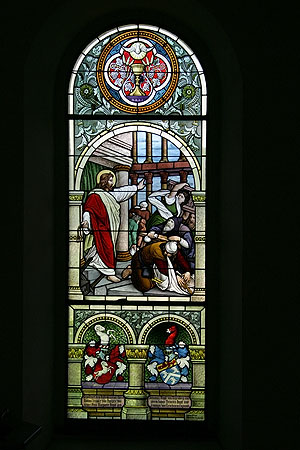
Glasfenster von Regensberg, 1911

Louis Hérion, auch Louis Herion, eigentlich Karl Ludwig Herion (* 11. November 1858 in Schönau (Odenwald); † 25. November 1934 in Zürich) war ein badisch-schweizerischer Glasmaler.

## Leben und Werk
Herion stammte aus dem Dorf Schönau bei Heidelberg und eröffnete nach seiner Lehre ein eigenes Glasmaler-Atelier in Albisrieden bei Zürich, das er unter dem Pseudonym „Louis Hérion“ führte. Stilistisch war er von der im 19. Jahrhundert vorherrschenden Ästhetik des Historismus und des nazarenischen Stils  geprägt. Er war neben seiner Tätigkeit als Glasmaler und Wappenscheibenmaler auch als Restaurator von Glasmalereien tätig.

## Erhaltene Werke (Auswahl)
- Reformierte Kirche Regensberg: Rundbogenfenster mit Darstellung der Vertreibung aus dem Tempel, eines Tondo mit Abendmahlsymbolen und Pfingsttaube sowie den Stifterwappen, 1911.
- Alte Reformierte Kirche Zürich-Albisrieden: Vier Rundbogenfenster mit ornamentalen Rahmen und Porträts der vier Reformatoren Huldrych Zwingli, Heinrich Bullinger, Martin Luther und Philipp Melanchthon in Vierpass-Rahmen, 1917.